# 南亞高原鰍
南亞高原鰍（學名：Triplophysa yasinensis）為輻鰭魚綱鯉形目條鰍科高原鰍屬的其中一種。分布於亞洲巴基斯坦、印度拉達克及喀什米爾地區淡水流域，體長可達8.3公分，棲息在河川及湖泊底層水域，生活習性不明。

## 扩展阅读
維基物種上的相關：南亞高原鰍